# Avenida de la Libertad (San Sebastián)
La avenida de la Libertad es una vía pública de la ciudad española de San Sebastián.

## Descripción

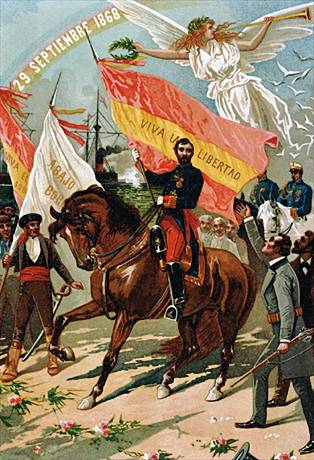
Alegoría de la Revolución de 1868 que inspiró el cambio de nombre de la calle por el que mantiene en la actualidad

La avenida nace de la plaza de España y discurre hasta llegar a la calle de Easo. Cruza por la confluencia de varias calles, a saber: la de Echaide con la de Oquendo, la de Vergara con la de Idiáquez,  la de Guetaria con la de Churruca, la de Hondarribia con la de Garibai, la de Loiola con la de Hernani y la de Urbieta con la de Miramar. En septiembre de 1866, se acordó darle el título de «avenida de la Reina» para honrar a Isabel II, pero dos años más tarde, en el marco de la Revolución de 1868, se cambió por el actual. Aparece descrita en Las calles de San Sebastián (1916) de Serapio Múgica Zufiria con las siguientes palabras:

Calle de la Avenida de la Libertad.—Lo que hoy se llama «Avenida de la Libertad», se denominó primeramente «Avenida de la Reina», por acuerdo de 12 de Septiembre de 1866, para perpetuar sin duda el recuerdo de Doña Isabel II, que vino a Guipúzcoa y visitó San Sebastián en los años de 1865 y 1866. Vino también despues de tomar los baños en Lequeitio, el mes de Septiembre de 1868 cuando estalló la Revolución que había de arrojarla del trono. Hospedóse en la casa de Balda-Matheu, en la que después hemos conocido el Hotel de Londres, que se ha derribado ahora en parte para ensanchar la calle de Easo. De esa casa salió el 30 del indicado mes y año, y atravesando la Avenida que llevaba su nombre, a las diez y media de la mañana, fué a la estación del ferrocarril del Norte, para allí tomar el tren que había de conducirle a Francia, dejando vacante el trono de San Fernando. Un silencio respetuoso de las gentes, turbado tan solo por los acordes de la música de Ingenieros militares, acompañó a la augusta Señora en su tránsito por las calles de San Sebastián. A la misma hora en que S. M. pasaba a tierra francesa, se constituía en la capital de Guipúzcoa una Junta Revolucionaria que entre otros acuerdos, adoptó el de cambiar el nombre de «Avenida de la Reina» por el de «Avenida de la Libertad». Este acuerdo fué confirmado y sancionado por el Ayuntamiento en sesión de 19 de Mayo de 1869.
(Múgica Zufiria, 1916, p. 13)